# Rustam Orujov
Rustam Orujov (Ust-Ilimsk, 4 de outubro de 1991) é um judoca azeri.
Foi vice-campeão olímpico nos Jogos Olímpicos de 2016 no Rio de Janeiro.